# Wissanu Krea-ngam
Wissanu Krea-ngam ([wít.sā.núʔ kʰrɯ̄a̯.ŋāːm], thaï : วิษณุ เครืองาม ; RTGS : Witsanu Khruea-ngam) est un juriste, professeur et homme politique thaïlandais né le 15 septembre 1951 à Songkhla. 
Il occupe, pendant 28 jours, de avril à mai 1992, la fonction de porte-parole du Cabinet du Premier ministre, dans le gouvernement de Suchinda Khra-prayun. Il est ensuite nommé secrétaire général du Cabinet en 1996, et voit ainsi quatre Premiers ministres succéder : Banhan Sinlapa-acha, Chawalit Yongchaiyut, Chuan Likphai et Thaksin Shinawatra. En 2002, il est nommé vice-Premier ministre dans son premier gouvernement et le restera également dans son second, toutefois jusqu'en juin 2006.
À l'issue du coup d'État renversant Thaksin Shinawatra en septembre 2006, il aide la junte militaire dans l'écriture de sa constitution provisoire. Il était par ailleurs membre de l'Assemblée nationale législative mise en place par cette même junte, avant sa dissolution en 2007. 
Il participe de nouveau à un coup d'État, celui de 2014, en devant notamment conseiller à la justice pour le Conseil national pour la paix et le maintien de l'ordre. Il sera ensuite de nouveau nommé vice-Premier ministre dans le premier et second gouvernement de Prayut Chan-o-cha.